# Brie (regione)

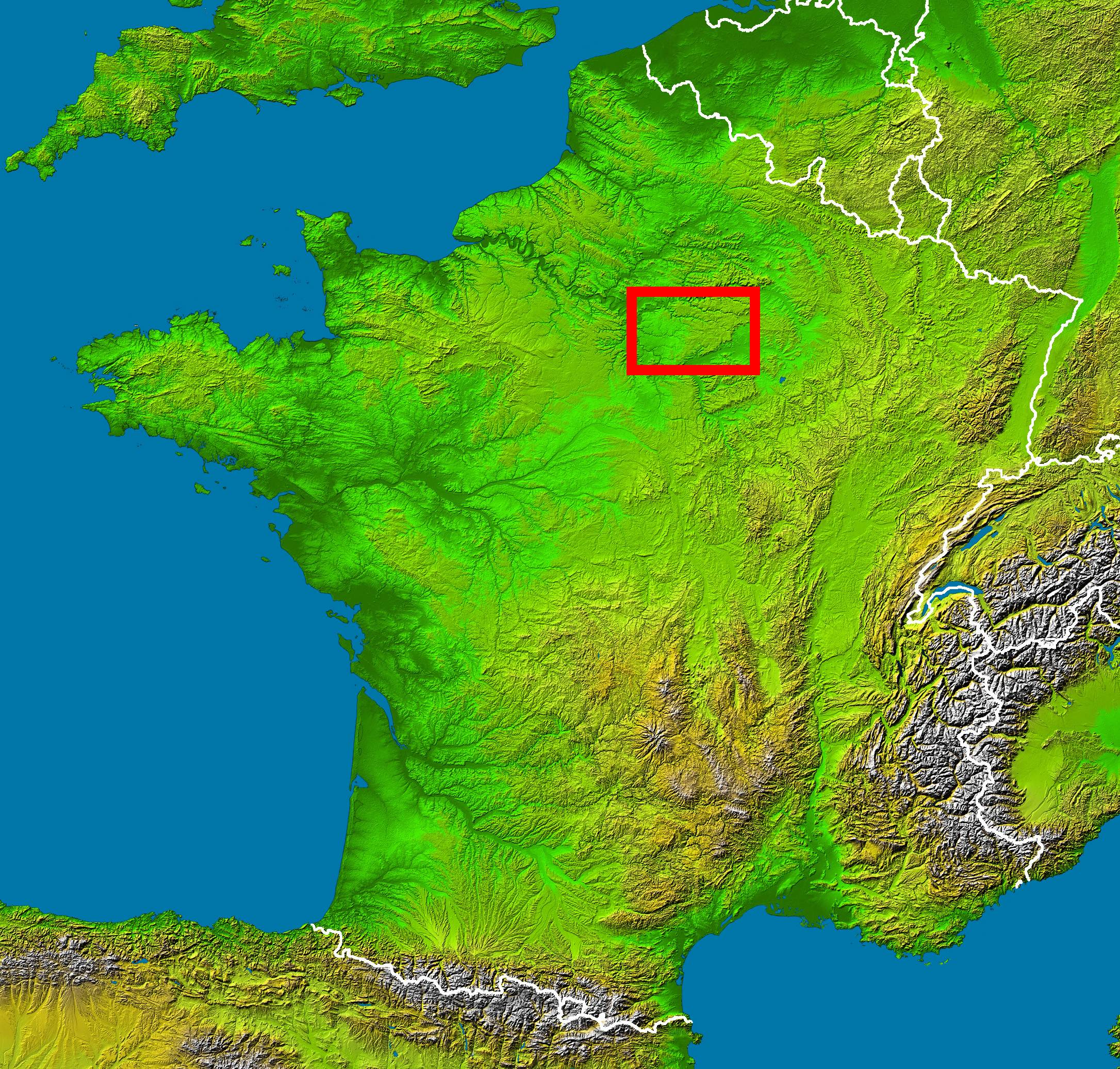
Posizione della Brie sulla cartina fisica della Francia

La Brie è una regione storico-geografica francese situata ad est del bacino parigino. Nota soprattutto per i suoi formaggi, specie il brie, che ne trae il nome, è compresa fra le valli della Marna a nord, della Senna a sud, e l'Île-de-France a ovest. Copre una superficie di circa 5.000 km². Gli abitanti sono chiamati Briards.

## Suddivisioni
Per la sua vastità, questa regione naturale è tradizionalmente suddivisa in nove "paesi":
- La Brie française (o Basse-Brie), nei pressi di Brie-Comte-Robert
- La Brie boisée, nei pressi di Tournan-en-Brie
- La Brie humide (o Brie de Melun), a est di Melun
- La Brie centrale, nei pressi di Mormant
- Il Montois, nei pressi di Donnemarie-Dontilly
- La Brie champenoise (o Provinois), nei pressi di Provins
- La Brie laitière (o Haute-Brie), a est di Coulommiers
- La Brie des étangs, a ovest di Épernay
- La Brie d'Esternay, nei pressi di Esternay

Brie pouilleuse sono infine chiamati i dintorni di Château-Thierry.

## Geografia
La Brie è compresa principalmente nel dipartimento della Senna e Marna, ma una parte si estende nei dipartimenti vicini: l'Aisne, l'Aube, l'Essonne, la Marna e la Valle della Marna.
Oltre alla Senna e alla Marna, che ne marcano i confini, i principali corsi d'acqua sono il 
Grand Morin, il Petit Morin e l'Yerres.
Le città principali sono Brie-Comte-Robert, Coulommiers, Crécy-la-Chapelle, La Ferté-Gaucher, Meaux, Nangis, Melun e Provins.
Le principali zone forestali sono: la Forêt d'Armainvilliers, la Forêt de Crécy-la-Chapelle, la Forêt de Ferrières, la Forêt de Notre-Dame, la Forêt de Sénart e la Forêt de Villefermoy.

## Geologia
Il sottosuolo della Brie è costituito da marne impermeabili e calcari silicei. I suoi altopiani ricoperti di löss sono fertili e favorevoli alla grande agricoltura cerealicola, soprattutto nella parte occidentale. La Brie champenoise, (situata ad est, parte del moderno dipartimento della Marna, nella provincia storica della Champagne), più gessosa, è meno fertile della Brie française, corrispondente all'incirca al moderno dipartimento della Senna e Marna.

## Storia
Le popolazioni preistoriche e protostoriche hanno lasciato rare tracce della propria presenza, principalmente lungo i corsi d'acqua. Ancora in epoca romana la Brie non era altro che una vasta foresta chiamata Brigensis saltus, dal gallico briga ("altopiano"), da cui deriva il nome attuale.

I Meldi, di base a Meaux, sembra siano stati i primi a penetrare quella densa foresta lungo le sponde dei due Morin. La deforestazione non ebbe inizio che in epoca gallo-romana, quando la foresta briarda era già comunque attraversata da strade di epoca gallica. I romani costruirono la Via Agrippa che univa Sens a Senlis passando per Châteaubleau.
Sotto gli ultimi carolingi, la Brie fu una contea, i cui titolari potevano fregiarsi del titolo di conti di Meaux, sede della signoria. Nel 968 Herbert II de Troyes, conte di Meaux, 
divenne conte di Troyes, unificò i due titoli, e da quel momento la Brie seguì il destino della provincia di Champagne.

## Economia
È un territorio di grandi tradizioni agricole, per la presenza di terreni particolarmente adatti alla coltivazione del frumento e della barbabietola da zucchero; importantissimo anche l'allevamento di bovini da latte, per la produzione casearia. La rosa è l'emblema della regione; è coltivata nelle vicinanze di Mandres-les-Roses e di Provins.